# Túnel del Cristo Redentor

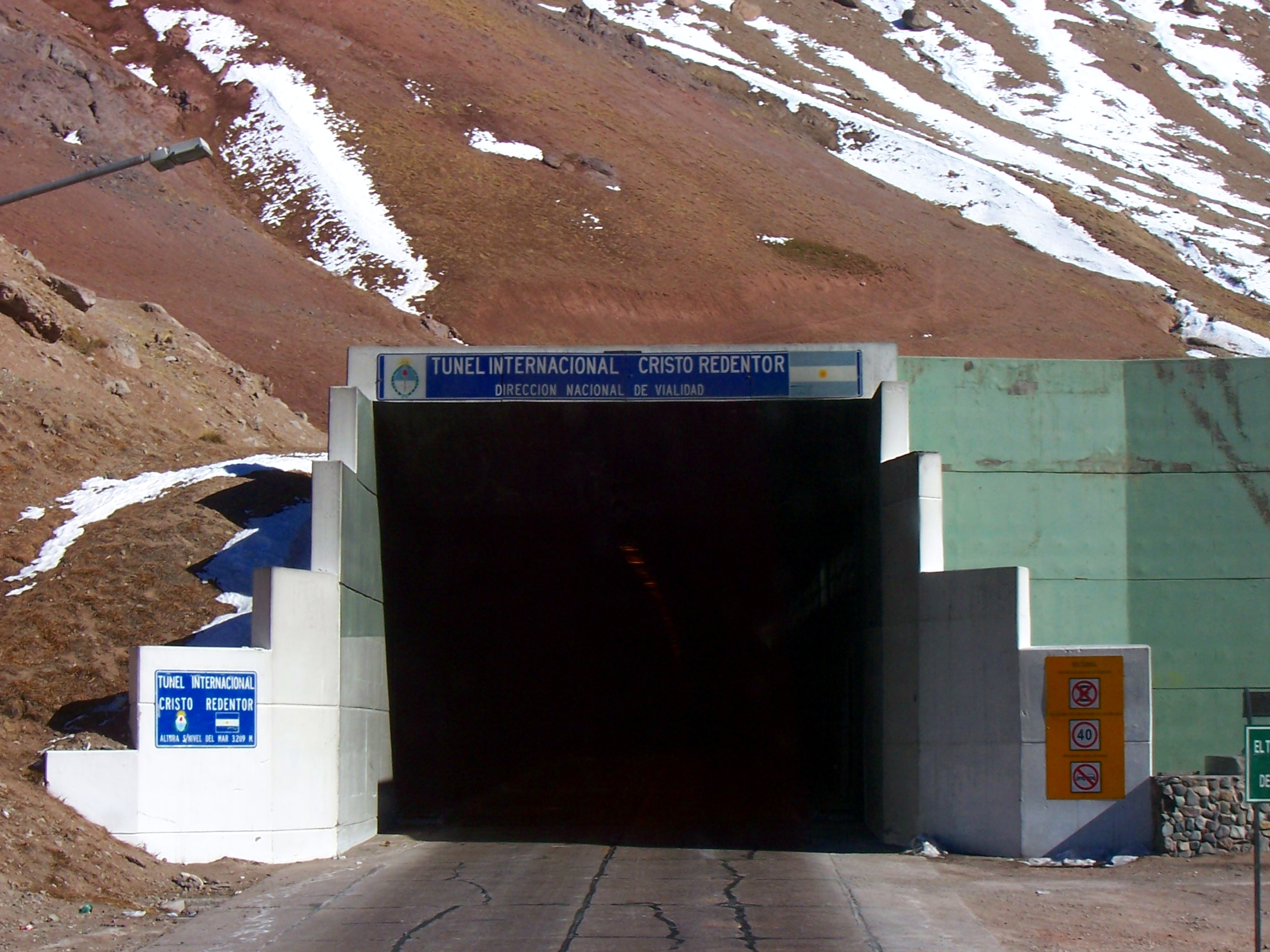
Tunneleingang auf argentinischer Seite

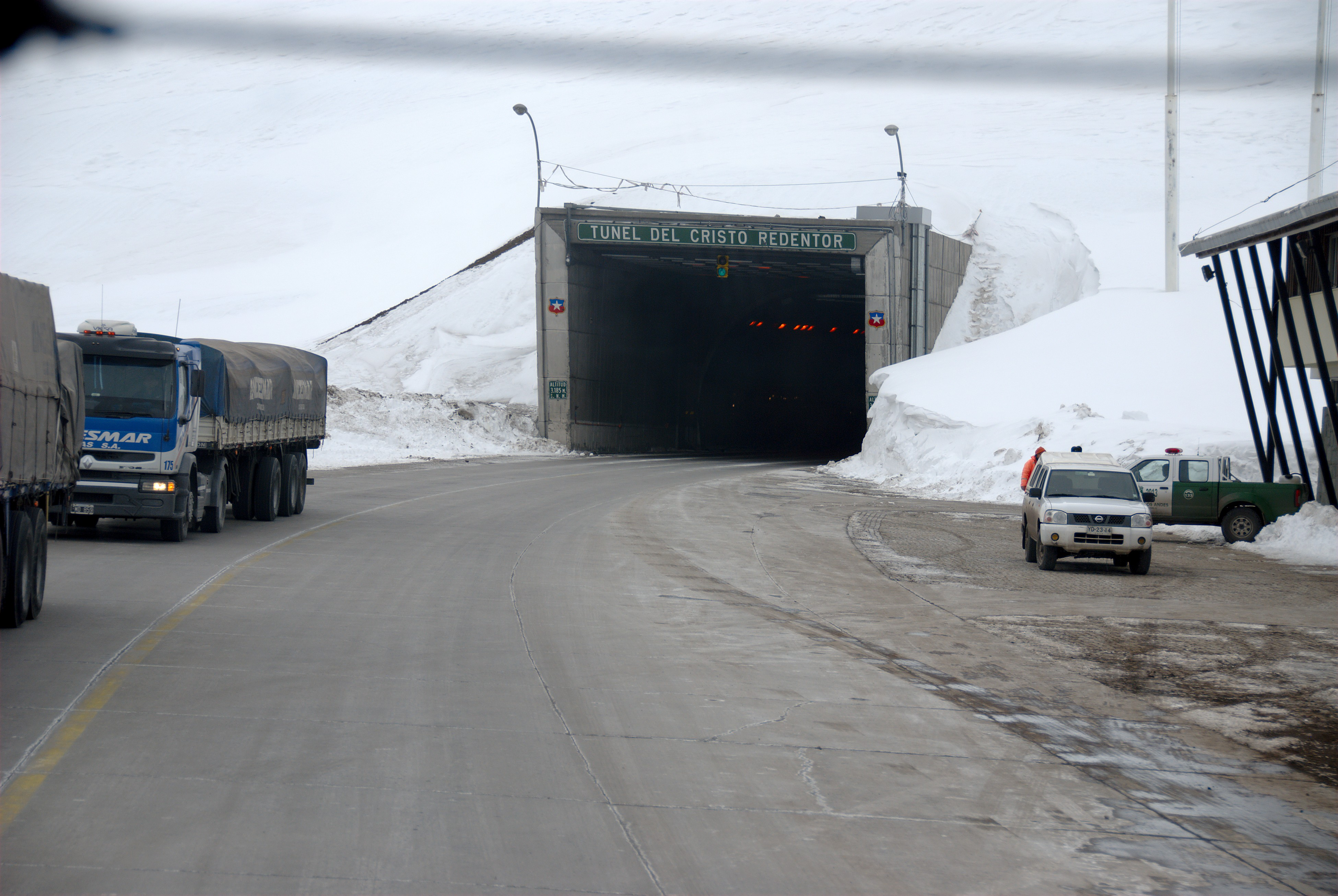
Tunneleingang auf chilenischer Seite (Winter)

Der Túnel del Cristo Redentor (offiziell Paso Internacional Los Libertadores) ist ein internationaler Grenzübergang in den Anden, benannt nach Christus der Erlöser sowie Denkmal, das zum Gedenken an die friedliche Lösung des Grenzstreits zwischen Chile und Argentinien errichtet wurde. Der Tunnel ist Teil der wichtigsten Straßenverbindung zwischen Chile und Argentinien.
Der 1980 eröffnete zweispurige Tunnel ist gut drei Kilometer lang, wobei 1.564 Meter auf chilenischem und 1.516 Meter auf argentinischem Territorium liegen. Er verbindet die Orte Las Cuevas und Portillo und  unterquert den 3.834 Meter hohen Paso de la Cumbre. Der Scheitel des Tunnels befindet sich auf 3.209 Meter über dem Meeresspiegel. 
Diese Route ist im Winter wegen des starken Schneefalls und der Gefahr von Erdrutschen geschlossen.

## Alternativrouten
Die Witterungsanfälligkeit dieser bedeutenden Transitverbindung hat dazu geführt, alternative Tunnelprojekte zu erwägen:
- Túnel de Agua Negra zwischen der Provinz San Juan (Argentinien) und der Región de Coquimbo (Chile) – Höhe 2.250 Meter bis 2.720 Meter, Länge ungefähr 20 Kilometer
- Túnel Paso Las Leñas zwischen El Sosneado (Argentinien) und Machali (Chile) – Höhe 2.050 Meter, Länge ungefähr 13 Kilometer